# Monika Feth

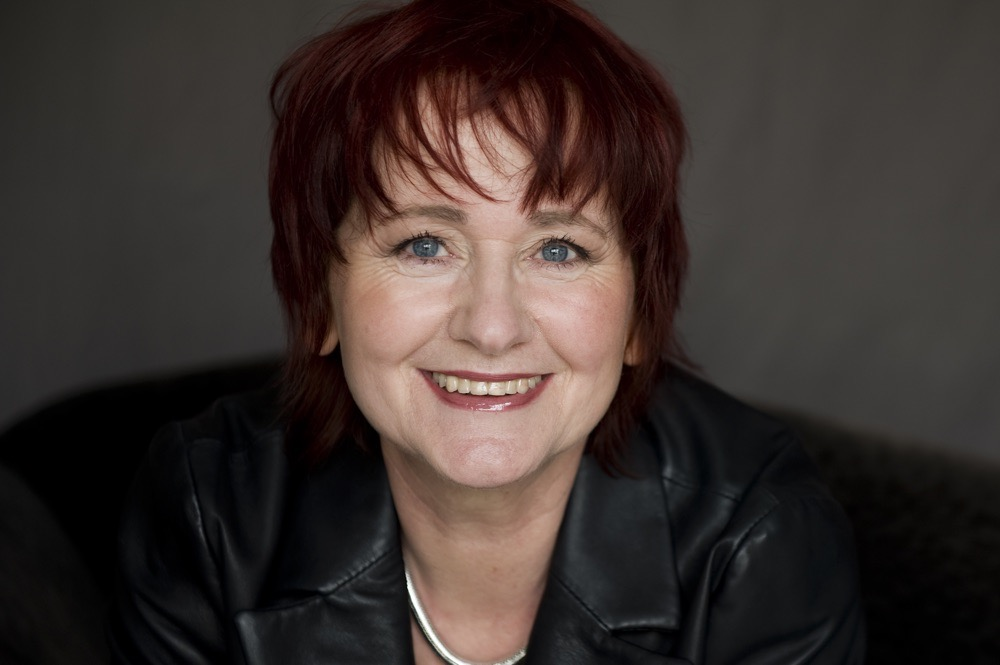
Monika Feth (2013)

Monika Feth (* 8. Juni 1951 in Hagen) ist eine deutsche Journalistin und Schriftstellerin. Die Autorin ist vielseitig tätig. Sie verfasste neben Erwachsenenliteratur auch Bilder- und Vorlesebücher sowie Kinder- und Jugendbücher. Ihre Werke wurden bisher in über zwanzig Sprachen übersetzt.

## Leben
1951 kam Monika Feth in Hagen zur Welt und besuchte dort eine Klosterschule. Nach der Schule folgte das Germanistik- und Anglistikstudium an der Rheinischen Friedrich-Wilhelms-Universität Bonn. Dann arbeitete sie als Journalistin. Sie schrieb für Zeitungen, Anthologien und für den Rundfunk.
Heute lebt sie als frei schaffende Autorin in Nörvenich, einem Dorf in der Voreifel.

## Schaffen
Monika Feths schriftstellerische Laufbahn begann im Jahr 1980 mit dem Buch Examen. Es entstand als Reaktion nach dem Selbstmord eines Studienfreundes, der dem Leistungsdruck der Prüfung nicht standhalten konnte. Sie verfasste Bilder- und Vorlesebücher, Kinder- und Jugendbücher sowie Romane und seit 2003 auch Krimis. Bisher wurden ihre Werke in 24 Sprachen, u. a. ins Portugiesische, Japanische, Chinesische, Katalanische, Griechische, Koreanische und Slowenische, übersetzt.
Ihre Thriller sind bei GoyaLiT als Hörbücher erschienen. Einige ihrer Bücher wurden auch verfilmt wie Die blauen und die grauen Tage, Feindliche Übernahme und für die Sendung mit der Maus die Bilderbücher Der Maler, die Stadt und das Meer, Der Schilderputzer sowie Der Gedankensammler.
Die Themen der Autorin sind zeitlos. Inspirieren lässt sie sich im Alltag durch „jede noch so kleine Information, jedes Bild, jedes Geräusch, jeden Geschmack und jede Stimmung.“
Auch an problematische Themen wagt sich die Schriftstellerin in den Kinder- und Jugendbüchern heran, da Kinder damit konfrontiert werden. Sie thematisiert z. B. zerbrochene Familien in Kein Vater fürs Wochenende, Demenz und die Alzheimer-Krankheit in Die blauen und die grauen Tage sowie in Eigentlich ist Tante Lynn Prinzessin oder den Umgang mit dem Tod in Fee. Ihre Lösungsangebote sind realistisch und wollen beim Bewältigen der angesprochenen Probleme helfen.
Die Thriller von Monika Feth beschreiben komplexe Themen wie Inzest, Multiple Persönlichkeitsstörung, Stalking oder Manipulation. Es geht nicht in erster Linie um die vordergründige Frage nach dem Täter, sondern darum, warum eine Tat begangen wurde. Die Schriftstellerin stellt das auslösende Moment für das Verschieben der Balance zwischen den guten und schlechten Anlagen eines Menschen in den Mittelpunkt ihrer Werke.

## Werk

### Bilderbücher
- Der Gedankensammler. Hoch, Düsseldorf 1986, ISBN 3-7779-0390-6
- Der Schilderputzer. Patmos, Düsseldorf 1995, ISBN 3-491-37310-7
- Der Maler, die Stadt und das Meer. Patmos, Düsseldorf 1996, ISBN 3-491-37332-8
- Als die Farben verboten wurden. Patmos, Düsseldorf 1997, ISBN 3-491-37377-8
- Opa, ich kann Hummeln zähmen. Sauerländer, Düsseldorf 2007, ISBN 978-3-7941-6050-1
- Der kleine Gedanke. Boje, Köln 2008, ISBN 978-3-414-82088-4
- Eigentlich ist Tante Lynn Prinzessin. Sauerländer, Mannheim 2010, ISBN 978-3-7941-5219-3

### Kinder- und Vorlesebücher
- Der Weg, durch die Bilder. Sauerländer, Aarau 1992, ISBN 3-7941-3482-6
- Kein Vater fürs Wochenende. Patmos, Düsseldorf 1993, ISBN 3-491-37269-0
- Klatschmohn und Pistazieneis. Patmos, Düsseldorf 1994, ISBN 3-491-37287-9
- Der Windpockentag und andere Geschichten von meiner Schwester Kathi. Patmos, Düsseldorf 1994, ISBN 3-491-38037-5
- Mit Zahnspange und Sommersprossen. Patmos, Düsseldorf 1995, ISBN 3-491-37313-1
- Weihnachten steht vor der Tür. Patmos, Düsseldorf 1995, ISBN 3-491-37324-7 / Tonträger: Patmos Düsseldorf 1997, ISBN 3-491-22283-4 / E-Book: Random House, München 2002, ISBN 978-3-641-11949-2
- Außer Betrieb. Elefanten Press, Berlin 1997, ISBN 3-88520-606-4
- Feuer, Wasser, Wirbelsturm. Rowohlt, Reinbek bei Hamburg 1997, ISBN 3-499-20897-0
- Lesepiraten-Weihnachtsgeschichten. Loewe, Bindlach 2000, ISBN 3-7855-3697-6
- Marie kann alles. Bertelsmann, München 2001, ISBN 3-570-12480-0
- Meine Schwester Kathi. Omnibus, München 2003, ISBN 3-570-21248-3
- Meine kleine Schwester und andere Katastrophen. cbj, München 2008, ISBN 978-3-570-13380-4 / Tonträger: Random House Audio, Köln 2008, ISBN 978-2-01-201328-5

### Jugendbücher
- Examen. Rowohlt, Reinbek 1980, ISBN 3-499-14569-3
- Überall Täglichkeit. Verlag der Handzeichen, Saarbrücken 1983, ISBN 3-88889-031-4
- Das Haus mit den Fensteraugen. Sauerländer, Aarau 1989, ISBN 3-7941-3173-8
- Und was ist mit mir?. Sauerländer, Aarau 1990, ISBN 3-7941-3295-5
- In Schottland heißen Löcher Lochs. Patmos, Düsseldorf 1995, ISBN 3-491-37327-1
- Die blauen und die grauen Tage. Bertelsmann, München 1996, ISBN 3-570-12407-X
- Lockvogel flieg. Bertelsmann, München 1997, ISBN 3-570-12238-7
- Ein starkes Stück. Bertelsmann, München 1998, ISBN 3-570-12348-0
- Fee: Schwestern bleiben wir immer. Bertelsmann, München 1999, ISBN 3-570-12477-0
- Das blaue Mädchen. Bertelsmann, München 2001, ISBN 3-570-12636-6 / E-Book: Random House, München 2002, ISBN 978-3-89480-701-6
- Nele oder Das zweite Gesicht. Bertelsmann Jugendbuch-Verlag, München 2004, ISBN 3-570-30045-5 / E-Book: Random House, München 2010, ISBN 978-3-641-03436-8
- Liebe, Liebe, Liebe: zweimal Kribbeln im Bauch!. Mit Nina George, cbt, München 2007, ISBN 978-3-570-30407-5
- Herz geklaut. Omnibus, München 2007, ISBN 978-3-570-21809-9 (früher: Lockvogel, flieg.)
- Du auf der anderen Seite. cbt, München 2015, ISBN 978-3-570-30934-6

### Thriller
- Der Erdbeerpflücker. Bertelsmann Jugendbuch-Verlag, München 2003, ISBN 3-570-30258-X / Tonträger: Jumbo, Hamburg 2007, ISBN 978-3-8337-1985-1 / E-Book: Random House, München 2008, ISBN 978-3-89480-484-8
- Der Mädchenmaler. cbt/cbj, München 2005, ISBN 978-3-570-30193-7 / Tonträger: Jumbo, Hamburg 2008, ISBN 978-3-8337-2055-0 / E-Book: Random House, München 2009, ISBN 978-3-641-02320-1
- Der Scherbensammler. cbt, München 2007, ISBN 978-3-570-30339-9 / Tonträger: Jumbo, Hamburg 2008, ISBN 978-3-8337-2056-7 / E-Book: Random House, München 2009, ISBN 978-3-641-02324-9
- Teufelsengel. cbt, München 2009, ISBN 978-3-570-16045-9 / Tonträger: Random House Audio, Köln 2009, ISBN 978-3-8371-0261-1 / E-Book: Random House, München 2009, ISBN 978-3-641-03790-1
- Der Schattengänger. cbt, München 2009, ISBN 978-3-570-30393-1 / Tonträger: Jumbo, Hamburg 2009, ISBN 978-3-8337-2278-3 / E-Book: Random House, München 2009, ISBN 978-3-641-02583-0
- Der Sommerfänger. cbt, München 2011, ISBN 978-3-570-30721-2 / Tonträger: Jumbo, Hamburg 2009, ISBN 978-3-8337-2740-5, E-Book: Random House, München 2011, ISBN 978-3-641-05469-4
- Spiegelschatten. cbt, München 2012, ISBN 978-3-570-16114-2 / Tonträger: Jumbo, Hamburg 2012, ISBN 978-3-8337-3013-9 / E-Book: Random House, München 2012, ISBN 978-3-641-08044-0
- Der Bilderwächter. cbt, München 2013, ISBN 978-3-570-30852-3 / Tonträger: Jumbo, Hamburg, ISBN 978-3-8337-3138-9 / E-Book: Random House, München 2013, ISBN 978-3-641-09329-7
- Der Libellenflüsterer. cbt, München 2015, ISBN 978-3-570-30957-5.
- Die Julibraut. cbt, München 2020, ISBN 978-3-570-30958-2.

## Auszeichnungen
- 1983/84: Stipendium des Deutschen Literaturfonds e.V.[18]
- 1991: Preis der Leseratten des ZDF für Und was ist mit mir?[19]
- 1992: Liste der Sieben Besten des Zürcher Literaturpreises La vache qui lit mit Der Weg durch die Bilder[20]
- 1994: Auswahlliste des Eulenspiegelpreises mit Der Gedankensammler[21]
- 1994: Auswahlliste des Rattenfänger-Literaturpreises mit Der Gedankensammler[22]
- 1995: Bilderbuch des Monats Februar. Auszeichnung der Deutschen Akademie für Kinder- und Jugendliteratur in Volkach für Der Schilderputzer[23]
- 1996: Autorenstipendium des Landes Nordrhein-Westfalen für Die blauen und die grauen Tage[24]
- 1997: Empfehlungsliste „Silberne Feder“ des deutschen Ärztinnenbundes mit Die blauen und die grauen Tage[25]
- 2001: Empfehlungslisten Saarländischer Rundfunk und Radio Bremen mit Das blaue Mädchen[26]
- 2001: Empfehlungsliste des Katholischen Kinder- und Jugendbuchpreises für Das blaue Mädchen[27]
- 2004: Nominierung für den Hansjörg-Martin-Preis mit Der Erdbeerpflücker[28]
- 2007: Bilderbuch des Monats April. Auszeichnung der Deutschen Akademie für Kinder- und Jugendliteratur Volkach für Opa, ich kann Hummeln zählen[29]
- 2007: Empfehlungsliste der Luchsjury in Die Zeit mit Opa, ich kann Hummeln zählen[30]
- 2009: Siegertitel der JungenMedienJury von Goya Libre für Der Erdbeerpflücker[31]
- 2011: Empfehlungsliste „Silberne Feder“ des deutschen Ärztinnenbundes mit Eigentlich ist Tante Lynn Prinzessin[32]